# Kirk Morris
Kirk Morris, nome d'arte di Adriano Bellini (Venezia, 26 agosto 1942), è un attore e culturista italiano.

## Biografia
Nato e cresciuto a Venezia, inizia ad allenarsi con dei pesi da lui realizzati riempendo lattine di pomodori pelati Cirio con sabbia e cemento. Continuando la preparazione fisica, studia Architettura e Arredamento, svolge la professione di gondoliere e partecipa con successo a concorsi di culturismo.
All'inizio degli anni sessanta, quando in Italia si diffonde sempre più il genere cinematografico peplum, Adriano Bellini suscita l'interesse del culturista e pubblicista fiorentino Tullio Ricciardi, che gli dedica un servizio sulla propria rivista Cultura fisica. Dopo questo servizio, viene chiamato a Roma negli studi di Cinecittà e, grazie al suo fisico imponente da culturista, gli viene offerto di partecipare alle produzioni del genere, in cui i protagonisti sono sempre personaggi dotati di grande massa muscolare.
Tra il 1960 e il 1965 recita in diversi film interpretando i ruoli dei forzuti Maciste, Ercole e Sansone. Nella seconda metà del decennio, con il rapido declino di questo genere, anche la sua carriera di attore cinematografico procederà con alti e bassi fino ai primi anni settanta, quando si dedicherà al mercato dei fotoromanzi Lancio, soprattutto in coppia con Franco Gasparri con cui ha interpretato la serie "Le avventure di Jacques Douglas". In seguito, la serie è diventata uno dei fumetti simbolo della rivista Lanciostory, con il titolo di "Ken & Dan".

## Filmografia

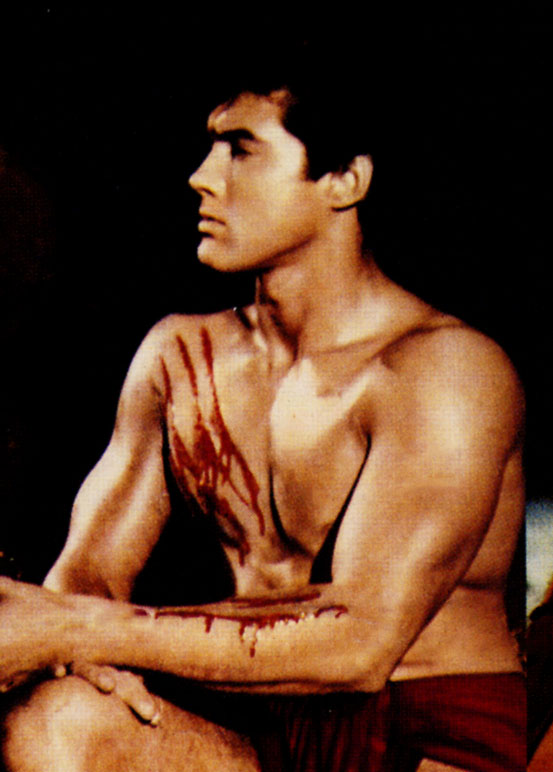
Morris nel film Maciste all'inferno

- Maciste contro Ercole nella valle dei guai, regia di Mario Mattoli (1961)
- Il trionfo di Maciste, regia di Tanio Boccia (1961)
- Il guascone (Le Chevalier de Pardaillan), regia di Bernard Borderie (1962)
- Maciste all'inferno, regia di Riccardo Freda (1962)
- Maciste contro i tagliatori di teste, regia di Guido Malatesta (1962)
- Ercole sfida Sansone, regia di Pietro Francisci (1963)
- Sansone contro i pirati, regia di Tanio Boccia (1963)
- Anthar l'invincibile, regia di Antonio Margheriti (1964)
- Il dominatore del deserto, regia di Tanio Boccia (1964)
- Maciste alla corte dello Zar, regia di Tanio Boccia (1964)
- La magnifica sfida, regia di Miguel Lluch (1964)
- I predoni della steppa, regia di Tanio Boccia (1964)
- La valle dell'eco tonante, regia di Tanio Boccia (1964)
- Le armi della vendetta (Hardi Pardaillan!), regia di Bernard Borderie (1964)
- Il conquistatore di Atlantide, regia di Alfonso Brescia (1965)
- Il vendicatore dei Mayas, regia di Guido Malatesta (1965)
- 2+5 missione Hydra, regia di Pietro Francisci (1966)
- Little Rita nel West, regia di Ferdinando Baldi (1967)
- Sapevano solo uccidere (Saguaro), regia di Tanio Boccia (1968)
- Sette baschi rossi, regia di Mario Siciliano (1969)
- La lunga notte dei disertori, regia di Mario Siciliano (1970)

## Doppiatori italiani
- Pino Locchi in Maciste contro Ercole nella valle dei guai, Il trionfo di Maciste, Maciste all'Inferno, Sansone contro i pirati, Little Rita nel West
- Sergio Rossi in Il dominatore del deserto, Maciste alla corte dello Zar, La valle dell'eco tonante, I predoni della steppa
- Riccardo Cucciolla in Il conquistatore di Atlantide, Sapevano solo uccidere
- Giuseppe Rinaldi in Anthar l'invincibile
- Emilio Cigoli in Ercole sfida Sansone
- Gino La Monica in La lunga notte dei disertori
- Glauco Onorato in 2+5 missione Hydra